# Fator de capacidade

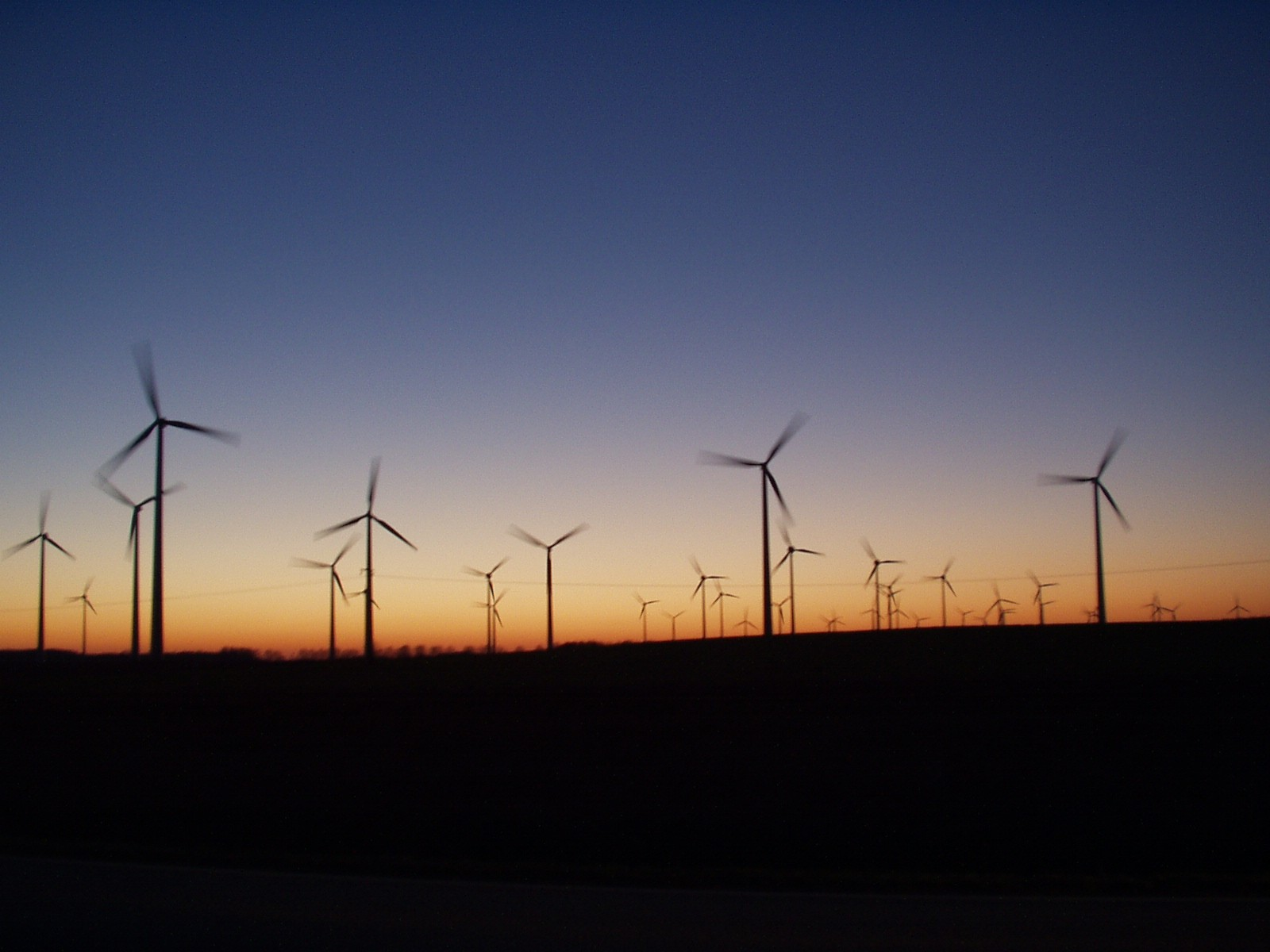
A média mundial do fator de capacidade de parques eólicos é de 30%. Isso significa que durante 30% do ano há produção de energia, e nos outros 70% a produção não é significativa.

O fator de capacidade de uma estação de geração de energia elétrica é a proporção entre a produção efetiva da usina em um período de tempo e a capacidade total máxima neste mesmo período.